# Boris Kidrič
Boris Kidrič (né le 10 avril 1912 à Vienne et mort le 11 avril 1953 à Belgrade) est l'un des principaux organisateurs de la résistance slovène contre l'occupation nazie et fasciste après l'invasion de la Yougoslavie en avril 1941. Il est devenu le leader de facto du Front de libération slovène. En tant que tel, il a eu un rôle crucial dans la lutte de libération anti-fasciste en Slovénie entre 1941 et 1945. 
Après la Seconde Guerre mondiale, il devient, comme Edvard Kardelj acteur avec lui à la résistance slovène, un responsable politique slovène de premier plan du régime communiste yougoslave. Il fut décoré de l'ordre du Héros national.